# Jüdische Gemeinde Neustadtgödens

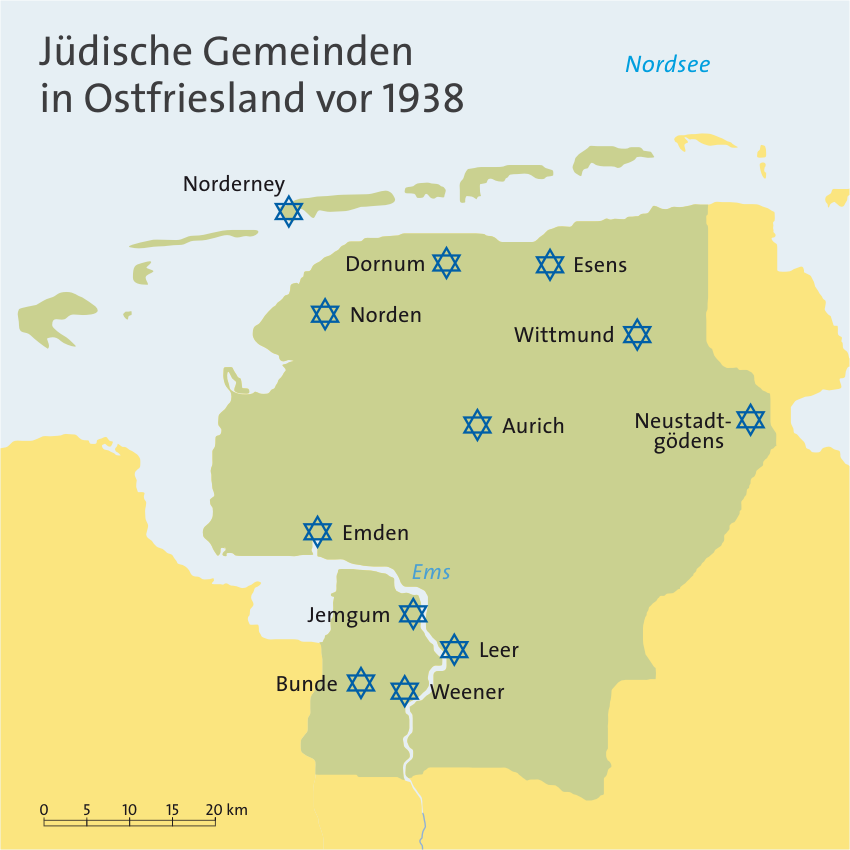
Jüdische Gemeinden in Ostfriesland vor 1938

Die jüdische Gemeinde Neustadtgödens bestand über einen Zeitraum von rund 300 Jahren von ihren Anfängen im 17. Jahrhundert bis zu ihrem Ende am 23. Oktober 1941.

## Geschichte der Jüdischen Gemeinde in Neustadtgödens
Im Religionsfrieden von Augsburg 1555 war den Landesherren das Recht zugebilligt worden, die Religion für alle Bewohner des Landes vorzugeben (siehe auch: Cuius regio, eius religio). In Ostfriesland gab es die Besonderheit, dass hier nicht vom Grafen, sondern von den einzelnen Territorialherren bestimmt wurde, welche Religion für das jeweilige Gebiet galt. Besitzer der Herrlichkeit Gödens war das Geschlecht von Frydag. Franz Ico von Frydag (1606–1652), selbst reformiert, war mit der katholischen Margarethe Elisabeth von Westerholt verheiratet und stellte seinen Nachkommen die Wahl des Bekenntnisses frei. Darüber hinaus gewährten er und seine Nachfolger als Besitzer der Herrlichkeit Gödens Lutheranern, Reformierten, Katholiken, Mennoniten und Juden eine Heimstatt in Neustadtgödens. Der Ort selbst war 1544 von der Herrlichkeit gegründet worden.

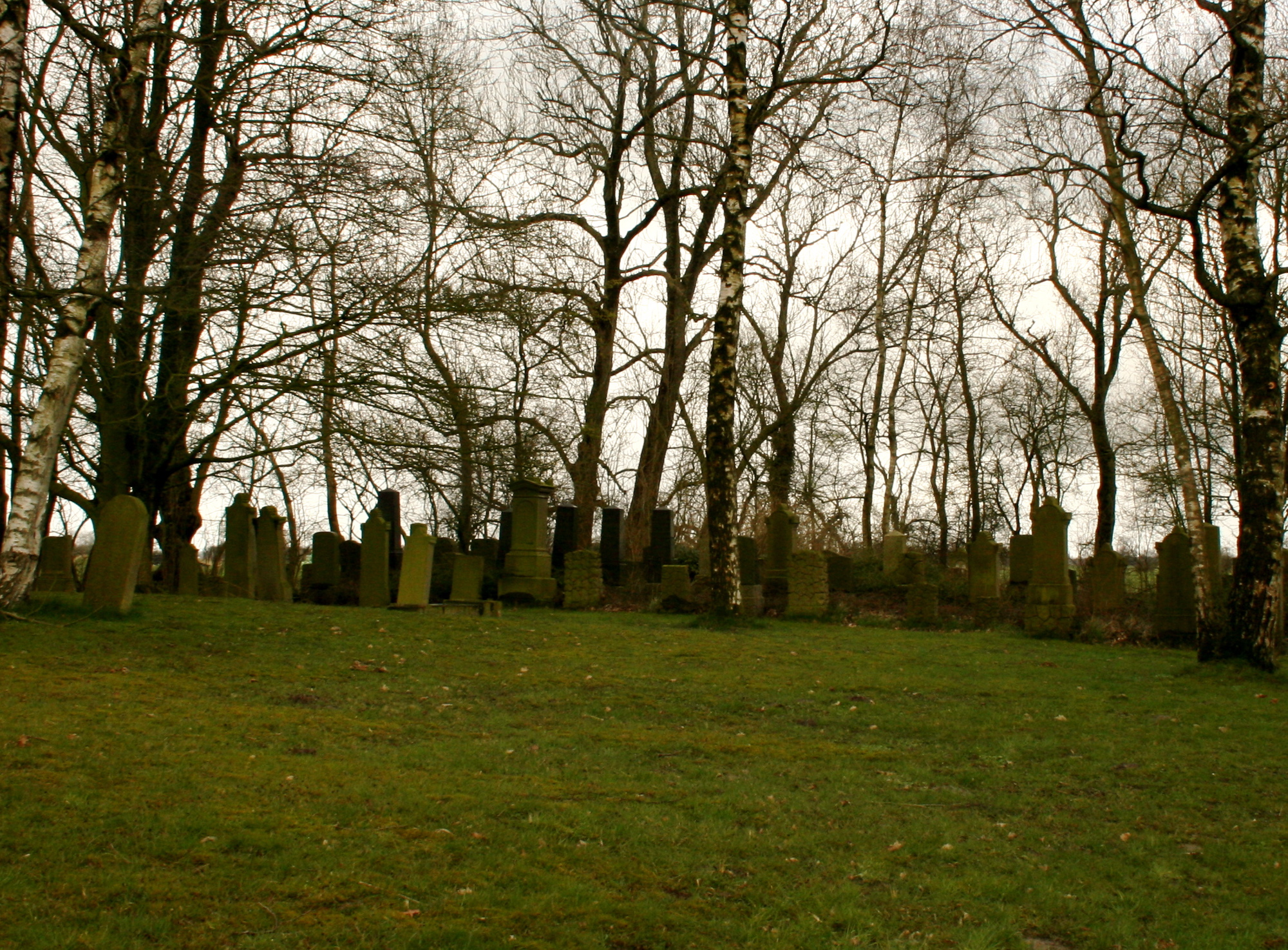
Der Jüdische Friedhof in Neustadtgödens.

Die ersten Juden haben sich im Dreißigjährigen Krieg in der Herrlichkeit Gödens niedergelassen: Erstmals wurden sie 1640 im Einnahmeregister der Herrlichkeit erwähnt. Ab 1660 stellte die Familie von Frydag Schutzbriefe für die Juden aus, welche allerdings gegen Geld erworben werden mussten (pro Person und Jahr mussten sie einen Dukaten und eine Gans als Schutzgeld an die Herrlichkeit bezahlen).
Trotz aller religiösen Toleranz der Herren von Frydag galt auch in Neustadtgödens, dass die Gilden nur Christen zugänglich waren. Die einzige Ausnahme über Jahrzehnte bildete hier Sander Natans, der 1661 als Meister in die Webergilde aufgenommen wurde. Die anderen Juden verdienten ihren Lebensunterhalt als Schlachter, im Teehandel oder im Altkleiderhandel. Die meisten Familien lebten allerdings in eher bescheidenen Verhältnissen.
Am 10. Januar 1708 baten die jüdischen Familien um die Herrschaftliche Genehmigung zur Anlage eines Friedhofes, bis dahin hatten sie ihre Toten auf dem Friedhof in Wittmund bestatten müssen und dieser war seit 1690 voll belegt. Nun sollten die ostfriesischen Schutzjuden auf Grund einer herrschaftlichen Anweisung des Fürsten Christian Eberhard von 1690 eigene Friedhöfe an ihren Wohnorten anlegen. Auf diese Bitte hin erlaubte Graf Burchard Phillip von Frydag in einem Schutzbrief 1708 die Einrichtung einer Synagoge und des Friedhofes. Für den Friedhof wies dabei die Herrschaft den Juden ein Grundstück auf dem sogenannten Maanlande zwischen Neustadtgödens und Gödens zu. Ab 1742 gab es zeitweise einen Rabbiner vor Ort und 1752 wird erstmals eine Synagoge in Neustadtgödens erwähnt, die „auf herrschaftlichem Boden“ stehe.
1782 wurden bei einem Pogrom die Fenster jüdischer Einwohner eingeworfen: Anlass dazu war das jüdische Purimfest, in dessen Folge die jüdische Bevölkerung der Verjagung des Judenfeindes Haman mit Rasseln und Lärmen in der Synagoge, aber auch auf dem Nachhauseweg gedachte. Dies wurde zu diesem Zeitpunkt von Teilen der christlichen Bevölkerung so interpretiert, dass es sich bei dem Judenfeind um die Christen handeln müsse: Berichten zufolge sollen an dem Pogrom keine Neustädter Christen teilgenommen haben, sondern der Tumult sei von außen in den Ort getragen worden. Da der Vorwurf der Verhöhnung der Christen völlig unbegründet war, mussten den jüdischen Familien Entschädigungsgelder zur Reparatur ihrer Häuser gezahlt werden.

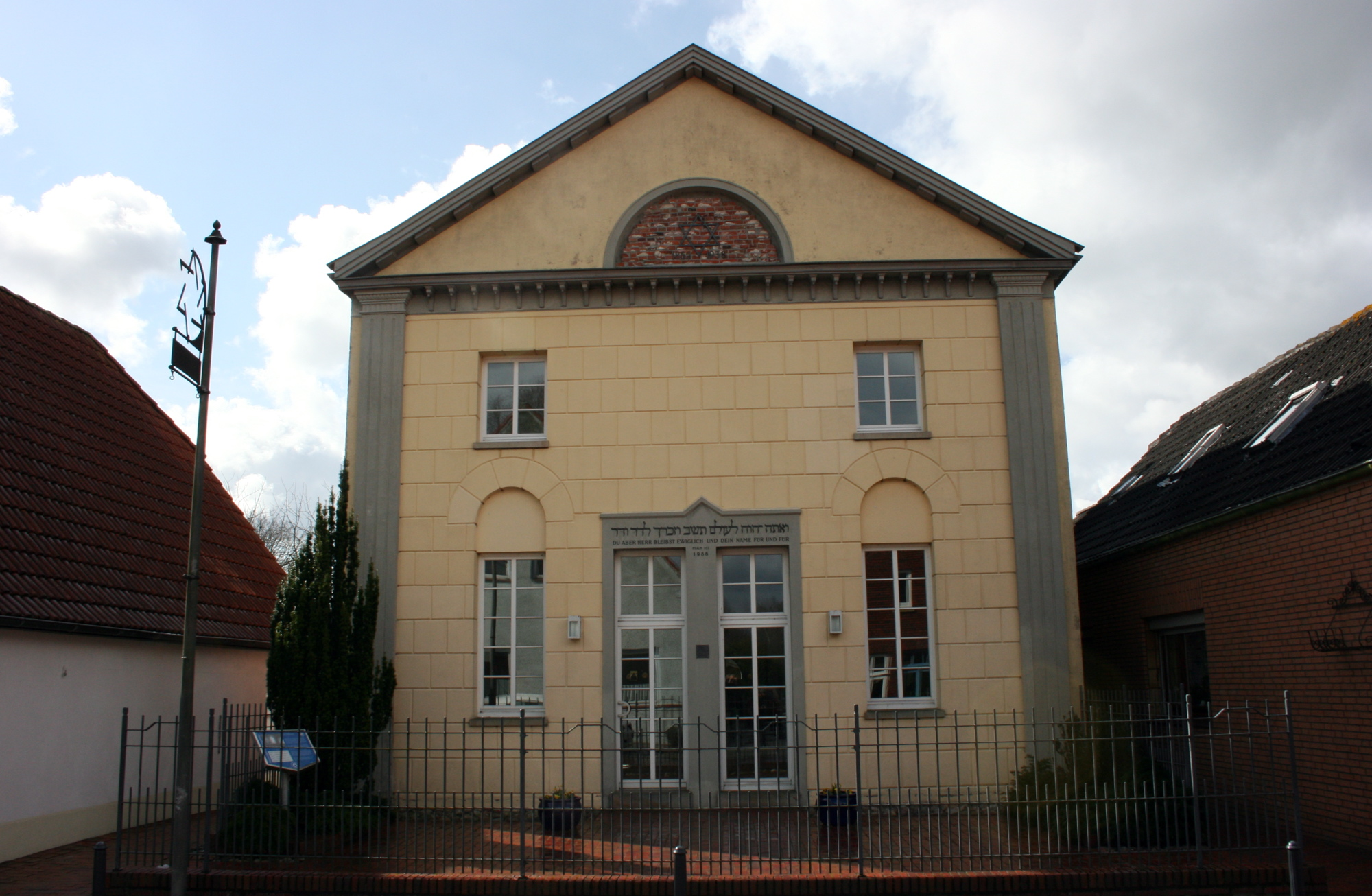
Synagoge in Neustadtgödens

1852 errichtete die Gemeinde ein neues Bethaus im Stil einer kleinen Stadtsynagoge, welche heute noch erhalten ist. Diese diente bis 1902 auch den Juden aus dem nahe gelegenen Wilhelmshaven als Gotteshaus. 1812 kaufte die jüdische Gemeinde ein Wohnhaus neben der Synagoge, riss das alte Gebäude ab und in dem errichteten Neubau wurde eine eigene Schule eingerichtet.
Mitte des 19. Jahrhunderts stellten die Juden ein Viertel der Einwohnerschaft Neustadtgödens. 1903 zog die Schule in ein gegenüberliegendes Wohnhaus um, wo bis 1922 unterrichtet wurde. Seit Ende des 19. Jahrhunderts bewirkten allerdings wirtschaftliche Gründe einen verstärkten Wegzug von Juden (wie auch nichtjüdischen Bevölkerungsteilen) aus Neustadtgödens.
In den 1920er Jahren gehörte die Gemeinde zum Landrabbinatsbezirk Emden. Nach 1933 wurde die Synagoge in Neustadtgödens kaum noch genutzt, da die erforderliche Zahl von zehn männlichen Gottesdienstbesuchern für einen Minjan nicht mehr erreicht wurde. Am 15. März 1936 wurde in der Synagoge schließlich der letzte Gottesdienst abgehalten; am 27. Juni 1938 wurde das Gebäude an einen Privatmann aus Wilhelmshaven verkauft, der dort ein Farbenlager einrichtete. Auf diese Weise blieb das Gebäude erhalten und entging der Reichspogromnacht am 9. November 1938.
An diesem Tag wurden die noch am Ort ansässigen Juden von der SA verhaftet und nach Oldenburg gebracht und dort mit anderen ostfriesischen Juden in einer Kaserne zusammengetrieben. Ca. 1.000 jüdische Ostfriesen, Oldenburger und Bremer wurden dann mit einem Zug in das Konzentrationslager Sachsenhausen nördlich von Berlin deportiert, wo sie bis Dezember 1938 oder Anfang 1939 inhaftiert blieben. Nach und nach wurden sie wieder freigelassen.
1940 und 1941 wurden sie erneut von der SS verhaftet und in die Konzentrationslager Auschwitz und Theresienstadt deportiert. Der einzige Überlebende des Holocaust kehrte in seinen Heimatort zurück, wo er 1974 verstarb und auf dem jüdischen Friedhof beigesetzt wurde.
Das Synagogengebäude diente nach 1945 als Wohngebäude und von 1962 bis 1986 als Feuerwehrhaus. Von 1986 bis 1988 ließ die Gemeinde Sande das Haus mit öffentlichen Mitteln restaurieren. Im Erdgeschoss wurde ein Galerieraum für Künstlerausstellungen geschaffen. 2002 wurde die ehemalige Synagoge erneut verkauft und soll neben der Nutzung als Wohngebäude der Ausstellungsraum für eine Spielzeugsammlung genutzt werden. Der Plan wurde vom neuen Eigentümer bislang jedoch nicht verwirklicht. 

## Gemeindeentwicklung
Die jüdische Gemeinde in Neustadtgödens stellte Mitte des 19. Jahrhunderts 25 % der Gesamtbevölkerung des Ortes, den höchsten Anteil der Juden in Ostfriesland.
| Jahr          | Gemeindemitglieder |
| ------------- | ------------------ |
| 1737          | 46 Personen        |
| 1749          | 63 Personen        |
| 1802          | 100 Personen       |
| 1867          | 186 Personen       |
| 1885          | 139 Personen       |
| 1905          | 85 Personen        |
| 1925          | 25 Personen        |
| 1933 16. Juni | 12 Personen        |
| 1935          | 8 Personen         |
| 1940          | 3 Personen         |

## Gedenkstätten

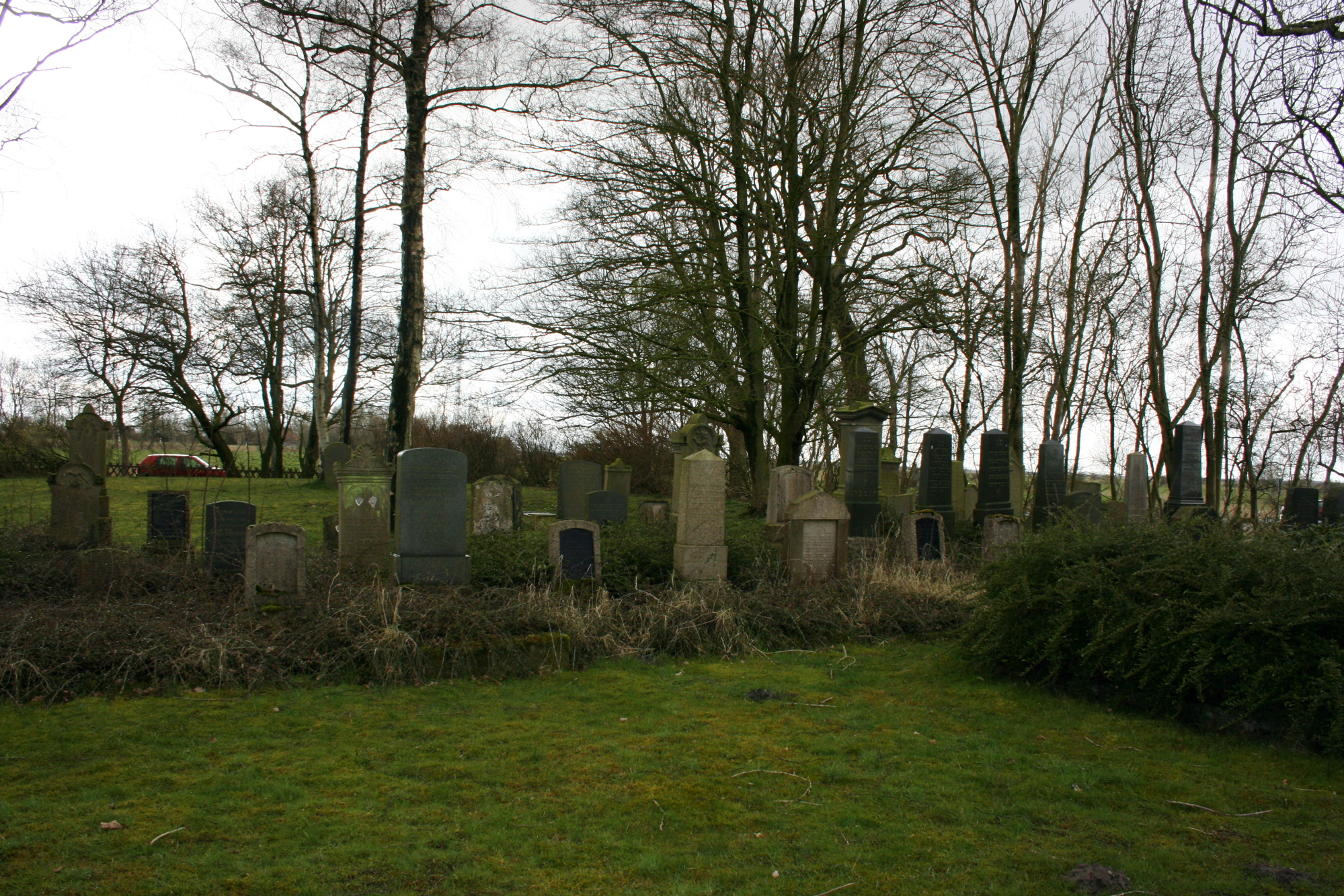
Der jüdische Friedhof in Neustadtgödens

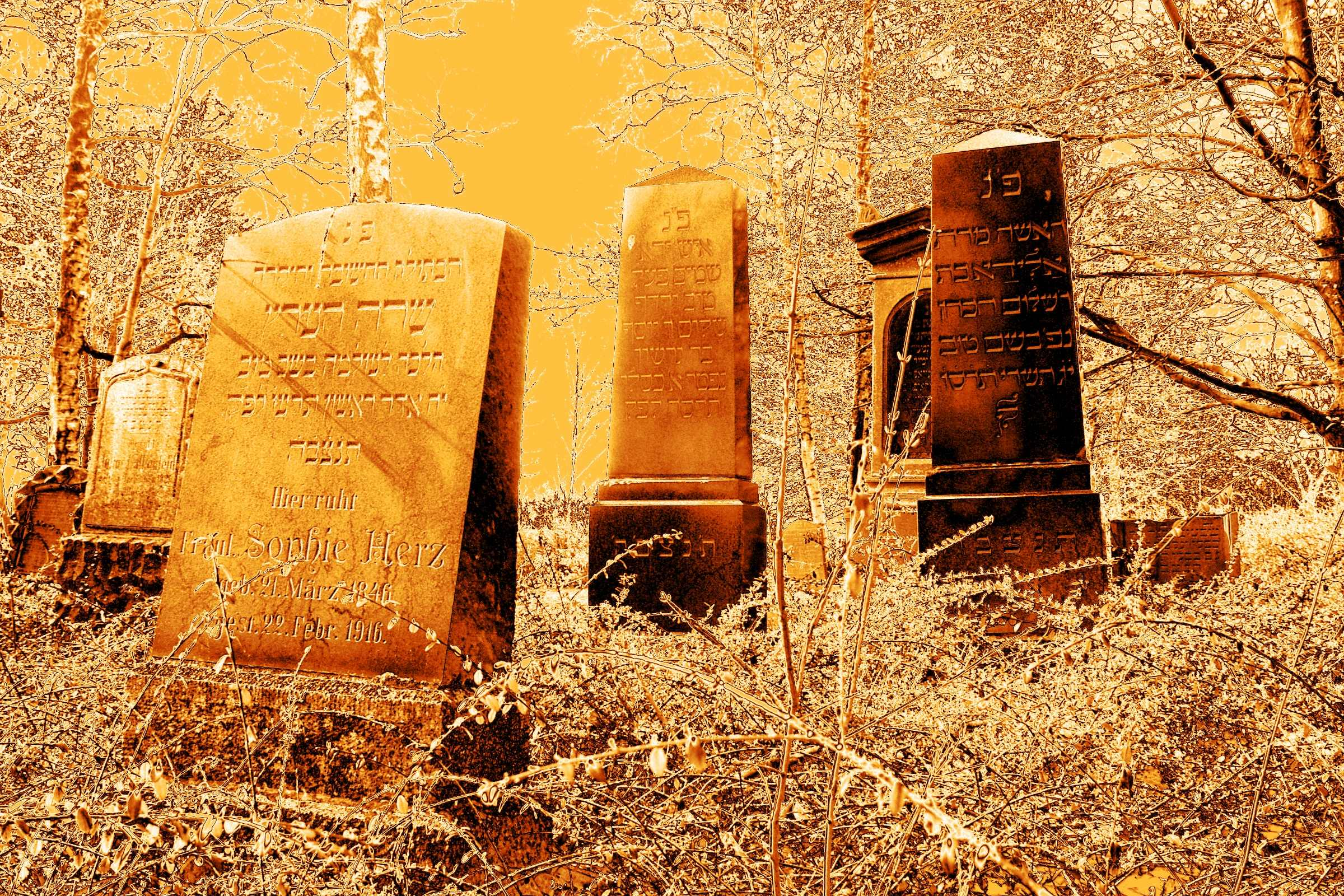
Der jüdische Friedhof in Neustadtgödens

- Synagoge Neustadtgödens
- jüdischer Friedhof Neustadtgödens